# Ганс Фідлер
Ганс Фідлер (нім. Hans Fiedler; 14 жовтня 1914, Вольмірслебен — 31 липня 1944, Атлантичний океан) — німецький офіцер-підводник, капітан-лейтенант крігсмаріне.

## Біографія
3 квітня 1936 року вступив на флот. З вересня 1939 року — офіцер роти 7-го дивізіону корабельних гармат. З березня 1940 року — навчальний офіцер на навчальному вітрильнику «Горст Вессель» і на навчальному кораблі «Шлезвіг-Гольштайн». В серпні-жовтні 1940 року служив при військово-морській службі Дюнкерка, після чого пройшов курс підводника і був направлений на будівництво підводного човна U-562. З 20 березня 1941 року — 1-й вахтовий офіцер на U-562. З жовтня 1941 по січень 1942 року пройшов курс командира човна, в січні-лютому — командирську практику на U-120. З 25 лютого по 30 вересня 1942 року — командир U-120, з 1 жовтня 1942 по 14 червня 1943 року — U-564, на якому здійснив 3 походи (разом 114 днів у морі). 14 червня 1943 року U-564 був потоплений в Північній Атлантиці північно-західніше мису Ортегаль глибинними бомбами британського бомбардувальника «Вітлі»; 28 членів екіпажу загинули, 18 (включаючи Фідлера) були врятовані. З 7 жовтня 1943 по 27 червня 1944 року — командир U-998, на якому здійснив 1 похід (12-17 червня), з 20 липня — U-333. 23 липня вийшов у свій останній похід. 31 липня U-333 був потоплений в Північній Атлантиці, західніше архіпелагу Сіллі (49°39′ пн. ш. 07°28′ зх. д.) глибинними бомбами британських кораблів «Старлінг» та «Лох Кілін». Всі 45 членів екіпажу загинули.

## Звання
- Кандидат в офіцери (3 квітня 1936)
- Морський кадет (10 вересня 1936)
- Фенріх-цур-зее (1 травня 1937)
- Оберфенріх-цур-зее (1 липня 1938)
- Лейтенант-цур-зее (1 жовтня 1938)
- Оберлейтенант-цур-зее (1 жовтня 1940)
- Капітан-лейтенант (1 вересня 1943)

## Нагороди
- Залізний хрест
  - 2-го класу (31 липня 1941)
  - 1-го класу (1942)
- Нагрудний знак підводника (жовтень 1941)
- Нагрудний знак флоту (28 жовтня 1941)